# Collectivité territoriale en France
Pour un article plus général, voir Organisation territoriale de la France.
En France, une collectivité territoriale est une personne morale de droit public qui exerce sur son territoire certaines compétences qui lui sont dévolues par l'État. On parle également de collectivité locale. Son existence est prévue par la Constitution de la Ve République dans son Titre XII, qui définit cinq types de collectivités territoriales : les communes, les départements, les régions, les collectivités à statut particulier (CSP) et les collectivités d'outre-mer (COM).
En 2025, la France compte 14 régions (12 en métropole et 2 en outre-mer), 94 départements (92 en métropole, dont la Collectivité européenne d'Alsace, et 2 en outre-mer), 34 875 communes, 6 CSP et 5 COM. Les six CSP sont le Département de Mayotte, la Collectivité territoriale de Martinique, la Collectivité territoriale de Guyane, la Collectivité de Corse, la Métropole de Lyon et la Ville de Paris. Les cinq COM au sens de l'article 74 de la Constitution sont Saint-Pierre-et-Miquelon, Wallis-et-Futuna, la Polynésie française, Saint-Barthélemy et Saint-Martin.
Par ailleurs, deux collectivités peuvent être qualifiées de sui generis : la Nouvelle-Calédonie, dont le régime constitutionnel est défini par le titre XIII de la Constitution, et les Terres australes et antarctiques françaises (TAAF).

## Caractéristiques
L'article 72 de la Constitution prévoit l'existence des collectivités territoriales ; elles prennent « les décisions pour l'ensemble des compétences qui peuvent le mieux être mises en œuvre à leur échelon ». Ce même article prévoit que ces collectivités s'administrent librement par des conseils élus. Elles disposent ainsi d'une autonomie juridique et patrimoniale mais ne disposent que de compétences administratives attribuées par la loi.
Le pouvoir du Parlement est donc dans une certaine mesure limité par le principe de libre administration des collectivités territoriales, reconnu par le Conseil constitutionnel depuis 1979. Ce principe de libre administration s'applique également aux relations entre les collectivités territoriales, puisque la Constitution dit qu'« aucune collectivité territoriale ne peut exercer une tutelle sur une autre ».
Anciennement, les communes, départements et régions bénéficiaient d'une clause de compétence générale qui leur permettaient dans une certaine mesure – notamment cadrée par la jurisprudence – d'agir hors des compétences qui leur sont expressément consenties par la loi, quand l'intérêt public local le justifie. Cette clause a été instituée au profit des communes par l'article 61 de la grande loi municipale du 5 avril 1884 : « Le conseil municipal règle par ses délibérations les affaires de la commune ». Des dispositions similaires ont été transposées au département en 1982 pour les départements puis pour les régions. Supprimée par la réforme territoriale de 2010 puis rétablie par la loi de modernisation de l'action publique territoriale et d'affirmation des métropoles (Loi MAPAM) du 27 janvier 2014, la clause de compétence générale est limitée dans cette dernière loi par la désignation de collectivités « chefs de file » et la création de « conférences territoriales de l'action publique ».
Finalement, par la loi portant nouvelle organisation territoriale de la République (loi NOTRe) du 7 août 2015, le législateur acte la suppression de la clause de compétence générale pour les départements et régions, les communes continuant d'en bénéficier. La constitutionnalité de cette restriction a été reconnue par le Conseil constitutionnel dans sa décision du 16 septembre 2016

## Cadre constitutionnel et types de collectivités territoriales

### Articles 72 et 73
L'article 72 de la Constitution prévoit l'existence de quatre types de collectivités territoriales : les communes, les départements, les régions, les collectivités à statut particulier et les collectivités d'outre-mer régies par l'article 74. Les collectivités territoriales de droit commun sont les communes, les départements et les régions. Elles présentent des caractéristiques identiques par catégorie. Elles peuvent toutefois présenter certaines spécificités (cas des communes de Paris, Lyon et Marseille, par exemple).
L'article 73 définit le régime juridique d'« assimilation législative» des départements et régions d'outre-mer et prévoit la possibilité de création de collectivités territoriales uniques d'outre-mer. Cet article concerne ainsi les départements et régions de Guadeloupe et de La Réunion et les collectivités territoriales uniques de Martinique, de Guyane et de Mayotte.

#### Collectivités à statut particulier
L’INSEE reconnaît six « collectivités territoriales à statut particulier » :
- la Ville de Paris (75C) ;
- le Département de Mayotte (976D) ;
- la Métropole de Lyon (69M) ;
- les collectivités territoriales uniques de Martinique (972R) et de Guyane (973R) ;
- la Collectivité de Corse (20R).

De même, l'administration centrale reconnaît les collectivités territoriales uniques comme des collectivités à statut particulier, ce qui conduit à la même liste de six collectivités.
Trois de ces collectivités sont explicitement qualifiées comme telles par la loi : 
- la no 2014-58 du 27 janvier 2014, dite loi MAPTAM, a scindé l'ancienne collectivité départementale du Rhône en deux en créant la métropole de Lyon (69M), collectivité à statut particulier créée en lieu et place du département du Rhône (69D) et de la communauté urbaine de Lyon, sur le périmètre de cette dernière[9] ;

- la loi no 2015-991 du 7 août 2015, dite loi NOTRe, a créé en 2018 la collectivité de Corse, une collectivité territoriale unique, en lieu et place de la Collectivité territoriale de Corse et des départements de Corse-du-Sud (2A) et de Haute-Corse (2B)[10] ;
- la loi no 2017-257 du 28 février 2017 a créé en 2019 la Ville de Paris (75C), une collectivité unique à statut particulier exerçant à la fois les compétences de la commune et du département, résultant de la fusion du département de Paris (75D) et de la commune de Paris (75056)[11],[12].

Les trois autres sont des collectivités territoriales uniques situées outre-mer : 
- la loi no 2010-1487 du 7 décembre 2010 a créé en 2011 le Département de Mayotte (976R)[13],[14] qui, en dépit de sa dénomination officielle, exerce sur son territoire les compétences d'un département d'outre-mer et celles d'une région d'outre-mer et peut donc être qualifié de collectivité territoriale unique ;
- la loi no 2011-884 du 27 juillet 2011 a créé en 2015 les collectivités territoriales uniques de Martinique (972R) et de Guyane (973R)[5],[15],[16].

#### Cas de la Collectivité européenne d'Alsace
La loi no 2019-816 du 2 août 2019 a créé en 2021 la Collectivité européenne d'Alsace (6AE), une collectivité exercant les compétences d'un conseil départemental et des compétences spécifiques adaptées aux particularités de l’Alsace sur le territoire des départements du Bas-Rhin (67D) et du Haut-Rhin (68D),,,, dont le statut est débattu (voir ci-dessous).
Selon Vie-publique.fr, la Collectivité européenne d'Alsace (CeA) est une collectivité territoriale à statut particulier. Selon l'Insee, elle ne le serait pas, avec toutefois un code différent de celui des départements, mais sans préciser quel type de collectivité elle serait. Des documents officiels (CGCT, avis du Conseil d'État, rapport de la commission des Lois) et des travaux de spécialistes affirment cependant que la CeA est un département,,,,.
Cette collectivité possède un caractère sui generis, d’un point de vue fonctionnel. Les compétences du nouveau département alsacien ont été élargies dans les domaines de l’action transfrontalière, de la promotion des langues régionales, du tourisme et de la voirie routière. Le transfert par l’État de l’intégralité de la voirie nationale non concédée à la nouvelle collectivité alsacienne constitue la mesure la plus singulière. En revanche, son statut, son organisation, son fonctionnement et la majeure partie de ses compétences ne révèlent aucune singularité dans le droit des collectivités territoriales. Selon d'autres, la CeA serait en fait un département à statut particulier, première expression de cette « différenciation territoriale » prévue dans la loi 4D du 21 février 2022,.

### Article 74

#### Cinq collectivités d'outre-mer
Les collectivités d'outre-mer (COM) définies par l'article 74 de la Constitution sont : Saint-Pierre-et-Miquelon, les îles Wallis et Futuna, la Polynésie française, Saint-Barthélemy et Saint-Martin.

#### Communes de la Polynésie française: un processus inabouti
L'article 6 de la loi organique du 27 février 2004 énonce pour la première fois le principe selon lequel « Les communes de la Polynésie française, collectivités territoriales de la République, s'administrent librement dans les conditions prévues par la Constitution, la présente loi organique et les dispositions législatives qui leur sont applicables ». Cet article marque, en droit, une étape décisive dans l'attribution d'un régime identique à celui de métropole et dans le renforcement du rôle des 48 communes polynésiennes.
La qualification, par la loi organique, de collectivités territoriales de la République, implique que les communes polynésiennes se voient pleinement appliquer l'article 72 de la Constitution, qui affirme le principe de libre administration des collectivités territoriales et exclut toute hiérarchisation entre collectivités. En effet, l'article 72 de la Constitution dispose qu'« aucune collectivité territoriale ne peut exercer une tutelle sur une autre ». Toutefois les communes ont des ressources propres très faibles, en contradiction avec le principe de libre administration. Les recettes tant de fonctionnement que d'investissement des communes de Polynésie française proviennent essentiellement des dotations ou subventions de l'État.
La loi organique no 2019-706 du 5 juillet 2019 modifie le statut d'autonomie de la Polynésie française et consacre une reconnaissance toujours plus forte du rôle des communes dans le paysage institutionnel polynésien. Les articles 43, 45 et 52 de la loi de 2004 sont en particulier modifiés et prévoient désormais de faciliter l'exercice concomitant par les communes et la Polynésie française de certaines compétences et témoignent d'une prise en compte accrue du rôle des communes. Toutefois le défaut de libre administration caractérisant ce processus inabouti conduit la DGCL à ne pas classer ces communes comme des collectivités territoriales.

### Synthèse
| Articles de la Constitution | Type de collectivité               | Niveau territorial                 | Métropole | Outre-mer | Total  | Total  |
| --------------------------- | ---------------------------------- | ---------------------------------- | --------- | --------- | ------ | ------ |
| Art. 72 et 73               | Collectivités de droit commun      | Région                             | 12        | 2         | 14     | 34 994 |
| Art. 72 et 73               | Collectivités de droit commun      | Département                        | 92        | 2         | 94     | 34 994 |
| Art. 72 et 73               | Collectivités de droit commun      | Commune                            | 34 746    | 129       | 34 875 | 34 994 |
| Art. 72 et 73               | Collectivités à statut particulier | Collectivités à statut particulier | 3         | 3         | 6      | 34 994 |
| Art. 74                     | Collectivités d'outre-mer          | Collectivités d'outre-mer          | –         | 5         | 5      | 34 994 |

### Présentation détaillée et organes associés
Les collectivités s’administrent librement par des conseils élus (principe de la libre administration des collectivités territoriales). Le pouvoir délibérant consiste à examiner et à discuter d’une affaire par un organe collectif avant qu’il prenne une décision. Le pouvoir exécutif consiste essentiellement à assurer l’exécution des lois et des décisions prises par l’organe délibérant.
Le tableau suivant présente les différentes collectivités territoriales et leux organes délibérant et exécutif.
| Ref Constitution | Type de collectivité                     | Niveau territorial                        | Nombre | Nom                                     | Assemblée délibérante                            | Exécutif                                      |
| ---------------- | ---------------------------------------- | ----------------------------------------- | ------ | --------------------------------------- | ------------------------------------------------ | --------------------------------------------- |
| Art. 72          | Collectivités de droit commun            | Région                                    | 12     | Liste                                   | Conseil régional                                 | Président du conseil régional                 |
| Art. 72          | Collectivités de droit commun            | Département                               | 92     | Liste                                   | Conseil départemental                            | Président du conseil départemental            |
| Art. 72          | Collectivités de droit commun            | Commune                                   | 34 875 | 34 746 en métropole et 129 en outre-mer | Conseil municipal                                | Maire                                         |
| Art. 72          | Collectivités à statut particulier (CSP) | –                                         | 3      | Collectivité de Corse                   | Assemblée de Corse                               | Conseil exécutif de Corse                     |
| Art. 72          | Collectivités à statut particulier (CSP) | –                                         | 3      | Métropole de Lyon                       | Conseil de la métropole                          | Président du conseil de la métropole          |
| Art. 72          | Collectivités à statut particulier (CSP) | –                                         | 3      | Ville de Paris                          | Conseil de Paris                                 | Maire de Paris                                |
| Art. 73          | Collectivités de droit commun            | Région d'outre-mer (ROM)                  | 2      | Guadeloupe - La Réunion                 | Conseil régional                                 | Président du conseil régional                 |
| Art. 73          | Collectivités de droit commun            | Département d'outre-mer (DOM)             | 2      | Guadeloupe - La Réunion                 | Conseil départemental                            | Président du conseil départemental            |
| Art. 73          | Collectivités à statut particulier       | Collectivités territoriales uniques (CTU) | 3      | Collectivité territoriale de Guyane     | Assemblée de Guyane                              | Président de l'assemblée de Guyane            |
| Art. 73          | Collectivités à statut particulier       | Collectivités territoriales uniques (CTU) | 3      | Collectivité territoriale de Martinique | Assemblée de Martinique                          | Conseil exécutif de Martinique                |
| Art. 73          | Collectivités à statut particulier       | Collectivités territoriales uniques (CTU) | 3      | Département de Mayotte                  | Conseil départemental de Mayotte                 | Président du conseil départemental de Mayotte |
| Art. 74          | Collectivités d'outre-mer (COM)          | Collectivités d'outre-mer (COM)           | 5      | Saint-Barthélemy                        | Conseil territorial de Saint-Barthélemy          | Conseil exécutif de Saint-Barthélemy          |
| Art. 74          | Collectivités d'outre-mer (COM)          | Collectivités d'outre-mer (COM)           | 5      | Saint-Martin                            | Conseil territorial de Saint-Martin              | Conseil exécutif de Saint-Martin              |
| Art. 74          | Collectivités d'outre-mer (COM)          | Collectivités d'outre-mer (COM)           | 5      | Saint-Pierre-et-Miquelon                | Conseil territorial de Saint-Pierre-et-Miquelon  | Président du conseil territorial              |
| Art. 74          | Collectivités d'outre-mer (COM)          | Collectivités d'outre-mer (COM)           | 5      | Wallis-et-Futuna                        | Assemblée territoriale des îles Wallis-et-Futuna | Administrateur supérieur de Wallis-et-Futuna  |
| Art. 74          | Collectivités d'outre-mer (COM)          | Collectivités d'outre-mer (COM)           | 5      | Polynésie française                     | Assemblée de la Polynésie française              | Gouvernement de la Polynésie française        |

## Collectivités sui generis
Une collectivité sui generis est une entité qui possède un caractère unique ou inédit, ne se conformant pas strictement aux modèles traditionnels, à savoir ne relevant pas strictement du titre XII de la Constitution, qui définit cinq types de collectivités.

### Nouvelle-Calédonie
La Nouvelle-Calédonie n’est pas une collectivité territoriale au sens de l'article 72 de la Constitution mais relève d’un régime constitutionnel qui lui est propre, fixé par le titre XIII de la Constitution. Ce territoire a connu de nombreux statuts différents : colonie française jusqu'en 1946, territoire d’outre-mer jusqu'en 1999 et enfin collectivité à statut particulier d’outre-mer, à savoir collectivité d'outre-mer sui generis. Le statut actuel découle des accords de Matignon, signés le 26 juin 1988, qui ont créé trois provinces semi-autonomes.
Les institutions de la Nouvelle-Calédonie comprennent le congrès, le gouvernement, le sénat coutumier, le conseil économique et social et les conseils coutumiers. Les provinces et les communes de la Nouvelle-Calédonie sont des collectivités territoriales de la République,. Il existe 3 provinces et 33 communes en Nouvelle-Calédonie.
| Titre XIII de la Constitution Art. 76 et 77 | Collectivités d'outre-mer sui generis |    |                                                                |                                  |                                       |
| Titre XIII de la Constitution Art. 76 et 77 | Collectivités d'outre-mer sui generis | 1  | Nouvelle-Calédonie                                             | Congrès de la Nouvelle-Calédonie | Gouvernement de la Nouvelle-Calédonie |
| Titre XIII de la Constitution Art. 76 et 77 | Collectivités d'outre-mer sui generis | 3  | Provinces de la Nouvelle-Calédonie (Sud, Nord et îles Loyauté) | Assemblées de province           | Présidents de province                |
| Titre XIII de la Constitution Art. 76 et 77 | Collectivités d'outre-mer sui generis | 33 | Communes de la Nouvelle-Calédonie                              | Assemblée                        | Président                             |

### Terres australes et antarctiques françaises
La loi no 55-1052 du 6 août 1955 crée les Terres australes et antarctiques françaises (TAAF), abrogeant le décret de 1924 qui rattachait alors ces terres au gouvernement général de Madagascar, à l’époque colonie française. Le statut de « territoire d’outre-mer » a été confirmé par la loi du 21 février 2007 (alors que la révision de 2003 a supprimé cette catégorie constitutionnelle). Ce territoire constitue ainsi une collectivité sui generis dont le statut est défini par la seule loi ordinaire, la loi du 6 août 1955 qui confère aux TAAF « l’autonomie administrative et financière » et la loi du 21 février 2007 qui consacre l’attribution de la personnalité morale à la collectivité, lui permettant d’avoir un budget propre et d’intervenir en justice.
La loi de 1955 n'a donné aucun statut juridique à l'île Clipperton, une possession française composée d'un unique atoll situé dans l'Est de l'océan Pacifique nord, qui ne constitue donc pas une collectivité d’outre-mer (COM), ni un territoire d'outre-mer (TOM) comme les Terres australes et antarctiques françaises et encore moins un DROM.

## Budget
Le budget des collectivités territoriales se divise en deux parties : un budget de fonctionnement, qui doit être voté à l'équilibre budgétaire, et un budget d'investissement où le recours à l'emprunt est autorisé.
En 2016, l'ensemble des dépenses des collectivités locales atteint 214 milliards d'euros, en baisse de 0,8 % par rapport à 2015.

## Réformes
Les collectivités territoriales françaises ont subi une série de réformes dans le cadre de la décentralisation :
- en 1982-1983, l'Acte I de la décentralisation créé les régions en tant que collectivités territoriales et met fin au contrôle a priori des préfets sur les décisions des collectivités ;
- en 2003-2004, l'Acte II de la décentralisation transfère certaines compétences de l'État vers les régions et départements ;
- en 2008-2012, des réformes visent à supprimer la clause de compétence générale et à changer le mode de scrutin des conseils généraux et régionaux ;
- en 2012-2015, l'Acte III de la décentralisation revient en partie sur la précédente réforme et vise à modifier les modes de scrutin, réduire le nombre de régions et leur transférer plus de compétences.

## Emploi public local
En 2017, la France comptait 5 664,7 milliers de personnes employées par des personnes publiques et répartis entre les trois fonctions publiques que sont la fonction publique d'État, la fonction publique locale et la fonction publique hospitalière. Chaque fonction publique ne présente pas la même importance en termes de moyen humain. La fonction publique d'État représente ainsi 44 % de l'effectif global alors que la fonction publique locale ne représente que 34 %.
Toutes ces personnes ne sont toutefois pas soumises à un régime commun. On retrouve ainsi des fonctionnaires, des contractuels mais aussi d'autres agents telles que les vacataires. Dans cette diversité de régime, les fonctionnaires représentent 67 % de cette main-d'œuvre, soit 3 841 milliers. En proportion, les agents contractuels sont nettement moins nombreux et ne représentent que 17 % des personnes travaillant au sein des personnes publiques. De manière plus ciblée, ce schéma se retrouve au sein de chaque fonction publique avec toutefois des différences moins importantes pour la fonction publique hospitalière. Ainsi, la fonction publique locale est composée de 1 467,8 milliers de fonctionnaires et de 376,1 milliers de contractuels.

### Fonctionnaires (ou titulaires)
Contrairement au secteur privé, une partie du personnel travaillant pour les collectivités locales est soumise à un régime particulier qu'est celui de fonctionnaire. Ce régime a pour conséquence d'écarter l'application du droit du travail au profit des règles régissant le statut de la fonction publique. Ce statut résulte de quatre lois successives. La première du 13 juillet 1983 (no 83-634) porte sur l'intégralité de la fonction publique. Les trois autres portent statut particulier pour chaque versant de la fonction publique. Ainsi, c'est la loi du 26 janvier 1984 (no 84-53) qui porte le statut de la fonction publique locale et qui contient donc sa spécificité.
L'exorbitante du statut de fonctionnaire, c'est-à-dire le fait qu'il prévaut sur le droit commun (ici le droit du travail), n'empêche cependant pas que certains principes s'appliquent directement aux fonctionnaires ou se voient réappropriés par le juge administratif.

#### Droit issu du statut de la fonction publique locale

##### Champs d'application du droit de la fonction publique locale
Puisque le statut de fonctionnaire est dérogatoire, celui-ci ne s'applique que dans un champ strictement délimité. Hors de ce champ d'application c'est le droit du travail qui s'appliquera. Chaque fonction publique a un champ d'application bien délimité. Pour la fonction publique locale, ce champ se détermine par rapport à deux facteurs : la qualité de l'employeur et la qualité de l'agent.
Les employeurs locaux soumis au statut sont clairement désignés par la loi du 26 janvier 1984. Ainsi, il résulte de l'article 2 de cette loi que les communes, les départements, les régions et leurs établissements publics à caractère administratifs (EPA) sont soumis au statut. Les établissements publics administratifs peuvent être des centres communaux d'action sociale (CCAG), des centres de gestions, des caisses des écoles, des caisses de crédit municipal, etc. Sont aussi concernés des établissements publics à statut particulier. Sont dès lors exclus les collectivités territoriales d'outre-mer ainsi que les établissements publics industriels et commerciaux (EPIC). Des lois sont ensuite venues rendre applicable ce statut pour les collectivités d'outre-mer mais avec des aménagements compte tenu de leur spécificité. Des lois ont aussi pu venir soumettre des établissements publics locaux à des statuts dérogatoires du fait de leur activité particulière. C'est le cas des offices publics de l'habitat à loyer bon marché (OPHLM), des offices de tourisme ou encore des services départementaux d'incendie et de secours (SDIS).
Le personnel des employeurs locaux, soumis au statut, n'est pas nécessairement lui-même soumis au statut. Sont seulement soumis au statut en son intégralité les fonctionnaires. Il s'agit d'agents placés dans une situation légale et réglementaire. Cela signifie que le lien qui rattache le fonctionnaire à son employeur n'est pas un contrat mais des textes législatifs et réglementaires. Cela conduit donc à ce que les fonctionnaires soient en principe uniquement recrutés par concours.

##### Structure de la fonction publique locale
La fonction publique locale (et même plus largement l'emploi public local) se divise en dix filières. Cette notion, sans valeur juridique et qui est une spécificité propre à cette fonction publique, définit le secteur d'activité. On retrouve ainsi les filières suivantes : administrative, animation, culturelle, médico-sociale, médico-technique, sociale, police municipale, sapeurs pompiers professionnels, sportive et enfin technique.
Les filières se divisent ensuite en catégorie. Les textes en font mention de trois, les catégories A, B et C. Chaque catégorie correspond à un type d'emploi. La catégorie A correspond aux emplois ayant des fonctions de direction et de conception. La catégorie B correspond aux missions d'application. Enfin, la catégorie C correspond à des fonctions d'exécution. Cette répartition en trois catégories a tout de même du mal à représenter la réalité de la fonction publique locale. C'est pour cela qu'il est possible de retrouver facilement le terme de catégorie A+ qui recouvre des emplois de direction et de conception mais à un niveau plus important que ceux de catégorie A.
Ensuite, les catégories se divisent en cadres d'emploi. Il s'agit d'un regroupement de fonctionnaires de la même catégorie et de la même filière qui sont soumis à un statut particulier commun et qui bénéficie d'un grade leur donnant vocation à occuper un ensemble d'emploi. Le cadre d'emploi peut regrouper plusieurs grades.
Au sein des cadres, se retrouvent un ou plusieurs grades. Il s'agit d'une distinction entre les fonctionnaires en fonction de leur qualité ou de leur responsabilité. L'avancement dans les cadres se fait par mérite mais aussi grâce à l'ancienneté.
Enfin, le dernier niveau de cette division est l'échelon. L'échelon correspond à l'ancienneté du fonctionnaire. C'est de l'échelon que va dépendre la rémunération.

##### Recrutement des fonctionnaires territoriaux
L'article 16 de la loi no 83-634 du 13 juillet 1983 portant droits et obligations des fonctionnaires dispose que les fonctionnaires sont recrutés par concours sauf dérogations prévues par la loi. Il s'agit de la traduction dans la loi du principe posé par l'article 6 de la Déclaration des droits de l'Homme et du Citoyen du 26 août 1789, selon lequel « tous les citoyens étant égaux [aux yeux de la loi] sont également admissibles à toutes dignités, places et emplois publics, selon leur capacité, et sans autre distinction que celles de leurs vertus et de leurs talents ».
Sur le recrutement, la fonction publique territoriale est soumise aux mêmes exigences que les autres fonctions publiques. Ainsi, les personnes voulant s'inscrire à un concours de la fonction publique territoriale devront remplir les conditions d'aptitude physique exigées, posséder la nationalité française ou celle d'un État membre de l'Union européenne ou partie à l'accord sur l'Espace Économique Européen, jouir de leurs droits civiques, ne pas avoir subi de condamnation incompatible et être en conformité avec les obligations du code du service nationale. À ces conditions générales s'ajoute la condition du diplôme qui varie selon la catégorie à laquelle ouvre le concours. Les concours de catégorie A nécessitent un niveau minimum équivalent à Bac +3, les concours de catégorie B nécessitent un niveau équivalent au Bac, enfin les concours de catégorie C nécessitent un niveau équivalent au brevet.
Toutefois, la spécificité de la décentralisation et des collectivités territoriales se retrouve dans la procédure de recrutement des fonctionnaires. La décentralisation a conduit à un nombre d'employeurs locaux très important, notamment en raison du grand nombre de communes. Dans cette multitude de personnes publiques locales, il y a de grandes disparités avec de très grandes collectivités mais aussi de très petites. Dès lors, afin de pallier le manque de moyen techniques, humains et financiers des plus petites collectivités, l'organisation des concours a été mutualisée. Ce n'est donc pas l'employeur qui va organiser le concours. Cela marque une grande différence avec l'État qui est employeur et organisateur des concours. Cette mutualisation ne concerne cependant que les plus petites collectivités ou celles qui en ressentent le besoin. Ainsi, ce sont les centres départementaux et interdépartementaux de gestion de la fonction publique territoriale qui vont organiser les concours et examens de catégorie A, B et C pour les communes et leurs établissements publics qui emploient moins de 350 fonctionnaires titulaires et pour les autres collectivités qui ont volontairement décidé de s'y affilier. À côté, les concours de catégorie A+ sont eux organisés par le centre national de la fonction publique territoriale (CNFPT), et cela pour toutes les collectivités peu importe leur taille.
Une autre spécificité de la fonction publique territoriale est que les lauréats des concours organisés par les centres de gestion sont inscrits sur une liste d'aptitude pour une durée de deux ans qui ne leur donne aucun droit à un emploi. La liste d'aptitude, comme son nom l'indique, a vocation à démontrer la valeur du candidat aux collectivités auprès desquelles celui-ci va postuler. C'est donc les collectivités qui vont librement choisir les lauréats qui auront candidaté dans leur collectivité. Il s'agit ici de la traduction du principe de libre administration. Il n'est pas possible d'imposer à une collectivité des fonctionnaires ou des agents. Sur ce point-là, le recrutement des fonctionnaires se rapproche beaucoup du fonctionnement du secteur privé. A contrario, il y a une grande différence avec la fonction publique d'État ou la réussite d'un concours donne droit à un emploi. De plus, le recrutement par une collectivité ne vaut pas titularisation. En effet, le lauréat recruté va obtenir le statut de stagiaire pendant une durée d'un an et c'est à la fin de ce stage que la décision de titularisation pourra être prise mais elle n'est pas automatique. En effet, le stage peut être prolongé si nécessaire, ou si le stagiaire n'est pas apte à remplir la fonction, la titularisation pourra lui être refusée. Ce n'est qu'une fois titularisée que la personne bénéficie pleinement des garanties du statut.

##### Droits et obligations
Les droits et obligations font partie des garanties du statut. Les fonctionnaires territoriaux ont les mêmes que ceux des fonctionnaires d'État ou hospitaliers. Il y a sur ce point une grande homogénéité et les particularismes sont peu nombreux et consistent souvent en la simple adaptation à un contexte ou des situations particulières. C'est la loi du 13 juillet 1983 (no 83-634) qui les pose pour l'ensemble des fonctionnaires. Les obligations ont une forte importance dans la fonction publique en ce sens qu'un manquement à celles-ci peut entraîner des poursuites disciplinaires aboutissants à des sanctions (blâme, mise à pied, etc.).
L'interdiction de cumul d'activités consiste pour le fonctionnaire à se consacrer intégralement aux tâches qui lui sont confiées. Il ne peut donc pas avoir une activité privée à côté de son emploi public. Il s'agit d'une garantie pour préserver l'indépendance du fonctionnaire et du service public. Une telle obligation peut se retrouver dans les contrats de travail du secteur privé.
Les obligations déclaratives imposent aux fonctionnaires, nommés dans certains emplois déterminés par la loi, à déclarer leurs intérêts mais aussi leur situation patrimoniale. Il s'agit ici d‘instaurer une plus grande transparence dans la fonction publique et de lutter contre la corruption, la prise d'intérêt, la collusion, etc. La protection de la vie privée empêche que de telles obligations se retrouvent dans le secteur privé.
Le devoir d'obéissance fait que le fonctionnaire doit se conformer aux instructions de son supérieur hiérarchique. Le supérieur hiérarchique va pouvoir exercer un pouvoir sur les actes pris par le fonctionnaire mais aussi sur la situation de l'agent, c'est-à-dire ses missions, son volume de travail. Les limites encadrant se pouvoir sont les garanties statutaires dont dispose l'agent. Il s'agit d'une obligation classique pour tout travailleur, la seule différence est que dans le secteur privé ce sont le contrat de travail et le code du travail qui vont encadrer ce pouvoir hiérarchique.
Le devoir de neutralité impose au fonctionnaire d'avoir un comportement indépendant de ses opinions politiques, religieux ou philosophiques. Il s'agit de la traduction du principe d'égalité devant le service public.
Le secret professionnel conduit à l'interdiction pour le fonctionnaire de dévoiler des informations ou des faits dont il n'a pu avoir connaissance que dans le cadre de ses fonctions. Il concerne tous les fonctionnaires alors que dans le secteur privé seuls certains emplois y sont soumis.
Le devoir de réserve est une limite à la liberté d'expression. Le fonctionnaire ne doit pas nuire à l'image de l'administration ou de sa fonction du fait de ses propos. Cette obligation est plus ou moins forte selon l'importance de la fonction exercée par l'agent.
Ces obligations revêtent une importance particulière pour garantir les droits des usagers du service public. Cela explique leur nombre et le fait qu'elles soient plus nombreuses et plus importantes que celles des travailleurs du secteur privé. Ces obligations sont tout de même contrebalancées par la reconnaissance de droit par le statut.
Comme pour les travailleurs du secteur privé, les fonctionnaires bénéficient de la liberté d'expression, du droit syndical, du droit de grève, du droit à la protection et à la santé, du droit à congés et du droit à la formation. Ceux-ci peuvent se voir moduler, pour ne pas dire limiter, selon les exigences du service public. Toutefois, du fait de la particularité des obligations pesant sur les fonctionnaires, ceux-ci disposent de droit que n'ont pas les travailleurs privés. On retrouve ainsi le droit à la participation. Celui-ci bien que présent dans le secteur privé à une dimension plus importante pour les fonctionnaires du fait d'un plus grand nombre d'instance participative. Ainsi, les fonctionnaires peuvent participer à des instances relatives à l'organisation du service public ou à l'examen des décisions individuelles. La logique va ici même plus loin en ce que les réformes concernant la fonction publique locale doivent faire l'objet d'une consultation du conseil supérieur de la fonction publique locale avant toute prise de décision. Les fonctionnaires disposent aussi du droit à la protection fonctionnelle qui est la protection du fonctionnaire contre les menaces, violences, voies de fait… dont il a été victime à l'occasion de ses fonctions. Il y a aussi le droit à l'accès à son dossier.

##### Rémunération
Un autre droit des fonctionnaires est celui du paiement pour service fait. La rémunération de la fonction publique territoriale revête certaines particularités.
La rémunération des fonctionnaires est composée du salaire de base qui résulte de la multiplication du nombre de points, déterminé par l'échelon du fonctionnaire dans la grille indiciaire de son cadre, et de la valeur du point. Ce traitement de base est déterminé par l'État et les collectivités ne peuvent pas influer dessus. À celui-ci s'ajoute l'indemnité de résidence et le supplément familial. Tout cela compose la part fixe de la rémunération.
La rémunération est ensuite composée des primes. Les primes sont librement fixées par l'assemblée délibérante de la collectivité. Toutefois, dans un souci d'égalité entre fonctionnaires et pour ne pas rendre la fonction publique territoriale plus attractive que celle de l'État, une limite a été fixée. La limite est que le fonctionnaire territorial ne peut bénéficier d'une rémunération et d'avantages supérieurs à ceux d'un fonctionnaire d'État à responsabilité équivalente. Cette règle a été posée par l'article 88 de la loi du 26 janvier 1984 (no 84-53) portant statut de la fonction publique locale et qui contient donc sa spécificité. Le Conseil d'État a précisé cette règle dans son arrêt Jouannet du 7 juin 2010.

#### Droit du travail applicable aux fonctionnaires territoriaux
Le service public et les missions d'intérêt général auxquels participent les fonctionnaires nécessitent que leur soit imposé des règles spécifiques afin de garantir leur indépendance dans l'exercice de leur fonction. Les titulaires sont ainsi soumis au statut et ne peuvent être assimilés à des travailleurs du secteur privé. Cependant, le droit du travail n'est pas pour autant totalement écarté. Il y a un rapprochement entre le droit du travail et le statut de fonctionnaire et plus largement entre le droit public et privé.

##### Dispositions du code du travail applicable aux fonctionnaires
L'application du droit du travail aux fonctionnaires peut être prévu directement par le code du travail ou par le statut de fonctionnaire.
Le code du travail, qui s'adresse essentiellement aux salariés, utilise tout de même la notion de travailleur qui tend à englober les fonctionnaires. Parfois, il fait même explicitement référence aux fonctionnaires. Cette extension du droit du travail aux fonctionnaires à notamment pour but de leur faire bénéficier de droits équivalents aux salariés du secteur privé.
Ainsi, l'article L5424-1 du code du travail prévoit une indemnisation des agents de la fonction publique involontairement privés d'emploi ou en cas de cessation d'un commun accord de leur relation de travail avec leur employeur. Cet article s'applique notamment aux agents de la fonction publique territoriale (« les agents titulaires des collectivités territoriales ainsi que les agents statutaires des autres établissements publics administratifs »).
La sous-section 8 (nommé « Congés des salariés candidats ou élus à un mandat parlementaire ou local ») du code du travail suit la même logique en ce qu'elle est directement applicable aux fonctionnaires « sauf s'ils bénéficient de dispositions plus favorables » conformément à l'article L3142-87 du code du travail. L'article L970-1 du code du travail consacre le droit à la formation professionnelle des agents publics tout au long de la vie. Cet article est applicable aux agents statutaires des collectivités territoriales.
L'article L3261-2 du code du travail, lui, prévoit la prise en charge partielle des titres d'abonnement correspondant aux déplacements effectués au moyen de transport public, de voyageurs et de services publics de locations de vélo entre leur résidence habituelle et leur lieu de travail. Et l'article 3261-1 de ce même code prévoit que cet article s'applique aux employeurs privés et publics.
Dans certains cas, c'est le statut de fonctionnaire qui renvoie directement au code du travail. Ici aussi la logique est d'accorder des droits aux fonctionnaires équivalent aux employés du secteur privé et notamment en matière de sécurité.
Ainsi, l'article 108-1 de la loi no 8453 du 26 janvier 1984 relative au statut de la fonction publique territoriale rend applicable la partie IV du code du travail. Cette partie prévoit les règles applicables en matière d'hygiène et de sécurité. Cela implique le respect de ces règles par les personnes publiques et notamment l'existence de CHSCT (ou comité d'hygiène de sécurité et des conditions de travail) qui « contribue à la protection de la santé physique et mentale et de la sécurité des agents et personnels mis à disposition de l'autorité territoriale et placés sous sa responsabilité par une entreprise extérieure, mais également à l'amélioration des conditions de travail et veille aux prescriptions légales en ces matières ». Cette extension à la fonction publique n'est pas parfaite et a nécessité quelques ajustements dus à la spécificité du secteur public. Ainsi, le décret de 1985 est venu préciser les règles de composition et de fonctionnement des CHSCT dans les collectivités territoriales.
Dans la même logique, l'accord du 20 novembre 2009 sur la santé et la sécurité au travail dans la fonction publique souligne que « s'agissant des activités couvertes dans le secteur privé, par des règles de sécurité spécifiques, ces dernières s'appliquent aux activités identiques organisés sous la responsabilité des employeurs publics ».
Des dérogations à cette application du code du travail aux fonctionnaires existent tout de même puisque les services de polices et de secours mais uniquement pour leurs activités opérationnelles auront à appliquer des règles protectrices dérogatoires.
Le code du travail s'appliquera par principe dans sa quasi-globalité pour certains agents titulaires. C'est le cas lors d'un détachement dans un organisme de droit privé. Le détachement est la position du fonctionnaire placé hors de son corps d'origine et continuant à bénéficier dans ce corps de ses droits à avancement et à retraite. Seul un fonctionnaire titulaire peut demander un détachement. Les cas de détachement sont limitativement énumérés par décret. « Les fonctionnaires détachés dans une entreprise privée conserve leurs droits à avancement et à la retraite, ils sont néanmoins régis par des règles de droit privé, c'est-à-dire le droit du travail et les conventions collectives ». Ainsi donc, le code du travail lui sera applicable et c'est pour cela que la relation entre l'entreprise et le fonctionnaire est contractuelle.
Toutefois, en raison du statut du fonctionnaire détaché, certaines dispositions sont expressément exclues. Cela concerne notamment le versement d'indemnité de licenciement ou de fin de carrière y compris les indemnités de départ à la retraite.

##### Réappropriation du droit du travail par le juge administratif[pasclair]
Les juridictions administratives se sont inspirées du droit du travail pour protéger les fonctionnaires. Ces garanties s'appliquent sans différence aux fonctionnaires d'État, hospitaliers, et territoriaux.
Ainsi, le Conseil d'État a pu considérer que le législateur a énoncé un principe général du droit du travail interdisant aux entreprises publiques, dont le personnel est doté d'un statut réglementaire, d'appliquer des sanctions pécuniaires.
Il fut également reconnu par le Conseil d'État un principe général du droit imposant l'obligation de servir une rémunération au moins égale au SMIC aux agents publics non titulaires travaillant dans les collectivités territoriales. Le Conseil d'État dit s'inspirer directement du code du travail.
De même, l'autorité locale doit, en cas d'inaptitude physique de l'agent, adapter la situation de travail de celui-ci. Le Conseil d'État le 17 février 2016 a estimé qu'« en vertu d'un principe général du droit dont s'inspirent tant les dispositions du code du travail relatives à la situation des salariés que les règles applicables aux fonctionnaires, en cas d‘inaptitude physique définitive, médicalement constatée, à occuper un emploi, il appartient à l'employeur de reclasser l'intéressé dans un autre emploi ».
Ce rapprochement entre le statut et le droit privé se retrouve également pour les agents non titulaires.

#### Rapprochement entre droit public et droit privé
On est face à un mouvement visant à rapprocher le droit privé et le droit public avec des moyens et des techniques de travail similaires, notamment par le biais du new public management.
Le management public est une marque de destruction ou déconstruction de l'autonomie entre le droit du travail et le statut de la fonction publique. Ce mouvement va à l'encontre de l'autonomie entre les deux sphères. Ce mouvement est de plus en plus marqué et se développe par des techniques sensiblement différentes les unes des autres.
Il y a une trentaine d'années, au nom de l'efficacité, de l'efficience et de l'économie de moyen, le New Public Management (NPM) recommandait d'introduire au sein des structures et procédures bureaucratiques du secteur public des principes inspirés du secteur privé. Le NPM s'est diffusé en modifiant à des degrés divers les structures et le fonctionnement des administrations publiques, avec par exemple des fusions. Ainsi, cette nouvelle forme de gestion publique basée entre autres sur une culture du résultat et l'emprunt de pratiques et d'outils issus du privé conduit nécessairement au rapprochement du droit du travail et du statut
Cette nouvelle méthode managériale a un impact direct sur les collectivités territoriales et leur fonctionnement.

### Agents non titulaires
À côté des fonctionnaires, les emplois publics peuvent prendre diverses formes. On retrouve notamment les contractuels qui après les fonctionnaires représentent le plus grand nombre de travailleurs publics. Le terme de « contractuel » n'est utilisé que pour désigner les agents occupant des emplois qui normalement ont vocation à être occupés par des fonctionnaires. Pour les autres emplois, il existe d'autres catégories de non-titulaires telles que les auxiliaires, les vacataires, les stagiaires ou encore les emplois de cabinet.

#### Contractuels
Les emplois permanents des collectivités territoriales sont normalement occupés par des fonctionnaires mais par dérogation, les collectivités territoriales peuvent recourir à des agents contractuels. Les agents contractuels dans les collectivités territoriales sont de plus en plus nombreux.

#### Vacataires
Un vacataire est une personne à laquelle l'administration fait appel pour exécuter une vacation, c'est-à-dire une tâche précise et très limitée dans le temps. Les collectivités ont recours aux vacataires pour répondre à un besoin ponctuel et déterminé.
Le vacataire est recruté pour exécuter un acte isolé et identifiable. Le vacataire recruté pour réaliser un acte déterminé ne répond donc pas à un besoin permanent de la collectivité. Toutefois, le recrutement ne répond pas non plus à un besoin occasionnel ou saisonnier de la collectivité. Le juge va, pour déterminer l'existence ou non d'un acte déterminé, regarder la durée du recrutement, la nature des tâches confiées à l'agent, la façon dont il est rémunéré... Le juge s'attachera à examiner la situation, et ne tiendra pas compte de l'absence de contrat écrit (Conseil d'État, 28 novembre 2003, AP-HP, req No 36510).
Les vacataires, doivent être différenciés des fonctionnaires, qui sont des agents titulaires occupant un emploi permanent. Le statut de la fonction publique de la loi no 84-53 du 26 janvier 1984 relative au statut de la fonction publique territoriale ne leur est donc pas applicable. Les vacataires, puisqu'ils répondent à un besoin déterminé et ponctuel, sont nécessairement des agents non titulaires. Ils ne sont pas pour autant des agents contractuels. Le décret du 15 février 1988 relatif aux agents contractuels de droit public exclut en son article 1 les « agents engagés pour une tâche précise, ponctuelle et limitée à l'exécution d'actes déterminés », ce qui correspond à la qualification de vacataire. Ainsi, les vacataires ne disposent pas de certains droits tels que le droit à congé, le droit à un temps partiel, le droit au supplément familial pour la rémunération…
Les vacataires n'ont dès lors pas de régime spécifique. Ils sont soumis au droit du travail et sont liés à l'employeur public par un contrat à durée déterminée. Il en résulte que les collectivités territoriales peuvent mettre un terme sans délai au contrat et sans indemnité dès que la mission est achevée. Ces vacataires sont en situation de précarité. Si cela offre de la souplesse aux collectivités et une liberté, certaines d'entre elles usent à tort du recrutement des vacataires alors qu'elles devraient recruter des agents contractuels, voire des fonctionnaires. Il est possible pour les vacataires de se saisir du juge administratif pour demander la requalification d'un contrat de vacation à durée déterminée si les circonstances le justifient, des indemnités ou encore la réintégration de l'agent en cas de licenciement illégal. Un encadrement emprunt du code du travail est donc appliqué par le juge pour éviter des abus.

#### Stagiaires
Le stage est une période probatoire destiné à vérifier l'aptitude du fonctionnaire à exercer ses fonctions. Il peut également comprendre des périodes de formation.
Le stage peut avoir lieu dans le cas d'une première nomination dans la fonction publique à la suite d'un concours ou un recrutement direct. Cela concerne aussi l'accès à un nouveau cadre d'emploi, à la suite d'un concours ou une promotion interne, pour les fonctionnaires en cours de carrière. C'est un préalable nécessaire et qui empêche une collectivité territoriale de recruter un lauréat de concours en qualité d'agent contractuel afin de vérifier, pendant une période d'essai, ses aptitudes professionnelles avant de le nommer fonctionnaire stagiaire (CAA Paris, 24 janvier 2005, req. no 01PA01373, Mlle M.). Le stage peut avoir lieu sur le poste de travail lui-même ou en école de formation comme à l'institut national spécialisé d'étude territoriales.
La durée du stage est fixée par le statut particulier du cadre d'emploi dans lequel le fonctionnaire stagiaire est nommé.
Le stagiaire a les mêmes droits et obligations que les fonctionnaires titulaires tel que prévu par le statut de la loi du 26 janvier 1984 en son article 3-4.
À la fin du stage, l'administration prend une décision de titularisation ou de non titularisation du fonctionnaire. Une prorogation du stage est possible.

#### Auxiliaires
Cette sous-catégorie, que sont les auxiliaires, ne comprend plus beaucoup d'agents car deux circulaires du 13 mai 1962 et 28 octobre 1963 ont réglé la situation de cette sous-catégorie. En pratique, les agents auxiliaires occupent des emplois permanents dans la fonction publique avec possibilité de recrutement sur concours ou examen professionnel.

#### Emplois de collaborateurs de cabinet
« L'autorité territoriale peut, pour former son cabinet, librement recruter un ou plusieurs collaborateurs et mettre librement fin à leurs fonctions » conformément à l'article 110 de la loi no 84-53 du 26 janvier 1984 portant dispositions statutaires relatives à la fonction publique territoriale. Elle peut y mettre fin à tout moment sans formalité particulière. « Les fonctions de collaborateur de cabinet prennent fin au plus tard en même temps que le mandat de l'autorité territoriale qui l'a recruté ».
Toutefois, la liberté n'est pas totale en cette matière. En effet, depuis la loi no 2017-1339 du 15 septembre 2017 pour la confiance dans la vie politique, l'article 110 de la loi du 26 janvier 1984 interdit l'emploi par les autorités territoriales, de certaines catégories de membres de leur famille en qualité de collaborateur de cabinet « Son conjoint, partenaire lié par un pacte civil de solidarité ou concubin ; 2° Ses parents ou les parents de son conjoint, partenaire lié par un pacte civil de solidarité ou concubin ; Ses enfants ou les enfants de son conjoint, partenaire lié par un pacte civil de solidarité ou concubin. La violation de cette interdiction emporte de plein droit la cessation du contrat ».